# Mads Christensen (Eishockeyspieler, 1987)
Mads Christensen (* 2. April 1987 in Herning) ist ein ehemaliger dänisch-deutscher Eishockeyspieler, der unter anderem für die Iserlohn Roosters, Eisbären Berlin und den EHC Red Bull München in der Deutschen Eishockey Liga (DEL) spielte. Der Center ist der einzige Spieler der DEL-Geschichte, dem es gelungen ist, mit zwei verschiedenen Clubs (Berlin und München) einen Titelhattrick zu realisieren.

## Karriere
Mads Christensen begann als Vierjähriger mit dem Eishockey in der Nachwuchsabteilung der Herning Blue Fox. 2002 schaffte er den Sprung zu den Profis in der dänischen AL-Bank Ligaen. Mit 15 Jahren kam er zu sechs Spielen im professionellen Eishockey und konnte 2003 die dänische Meisterschaft feiern. In den nächsten zwei Jahren spielte der Stürmer auch weiterhin im Juniorenbereich und in der zweiten Mannschaft der Blue Fox. Ab der Saison 2005/06 konnte er auch regelmäßiger Scorerpunkte erzielen. Bis 2008 konnte Christensen mit den Herning Blue Fox vier Titelgewinne in sechs Jahren erringen. Zur Saison 2008/09 wechselte er zu SønderjyskE Ishockey und schlug im Finale der Play-offs sein ehemaliges Team aus Herning. Bemerkenswert an dieser Meisterschaft war, dass sein Team während der Saison zwischenzeitlich auf dem letzten Platz lag. Zudem wurde der Angreifer zum Dänischen Spieler des Jahres und ins All-Star-Team der Liga gewählt.
In der Saison 2009/10 stand Christensen bei den Iserlohn Roosters unter Vertrag. In seinem ersten Einsatz für die Sauerländer erzielte er zwei Tore und zwei Assists, darunter auch den Siegtreffer per Penalty. Anschließend wurde er zum besten Spieler des Spiels gewählt. Zunächst spielte der Däne an der Seite der Brüder Daniel Sparre und Kris Sparre. Im weiteren Saisonverlauf führte er auch zwischenzeitlich die Scorerwertung der DEL an und rutschte in die erste Reihe zum ligaweit bekannten Duo Michael Wolf und Robert Hock, mit denen er bereits im Powerplay agierte. Dort spielte Christensen unauffälliger, schaffte es aber, drittbester Scorer der Iserlohner zu werden.
Zur Saison 2010/11 wechselt Christensen innerhalb der DEL zu den Eisbären Berlin. In der Saisonvorbereitung gewann er mit seiner neuen Mannschaft die erste Ausgabe der European Trophy. In der DEL gewann er mit den Eisbären Berlin auf Anhieb seinen ersten deutschen Meistertitel. Diesen Erfolg konnte er mit den Hauptstädtern in der Saison 2011/12 und 2012/13 wiederholen. 2014 wechselte er zum EHC München und wurde mit der Mannschaft 2016, 2017 und 2018 deutscher Meister.
Anfang September 2017 nahm Christensen die deutsche Staatsbürgerschaft an.
Nach einer Verletzung im November 2019 absolvierte Christensen bis März 2020 keine Partie mehr und erhielt anschließend keinen neuen Vertrag beim EHC. Er kehrte zu seinem Heimatclub nach Herning, mit dem er 2023 nochmals in das Finale um die dänische Meisterschaft einzog, ehe er seine Karriere beendete.

### International
Christensen spielte 2004 erstmals für die Dänische Junioren-Nationalmannschaft und war bis 2007 bei fünf Junioren-Weltmeisterschaften aktiv. Anschließend spielte er für das Seniorenteam und nahm zwischen 2007 und 2018 an zehn A-Weltmeisterschaften teil. Beim Qualifikationsturnier für die Olympischen Winterspiele 2014 scheiterte er mit der dänischen Nationalmannschaft. Auch vier Jahre später nahm er mit dem Nationalteam Anlauf auf Olympia, die Dänen belegten in ihrer Qualifikationsgruppe am Ende aber nur den dritten Platz.

## Erfolge und Auszeichnungen
| - 2003 Dänischer Meister mit den Herning Blue Fox - 2005 Dänischer Meister mit den Herning Blue Fox - 2007 Dänischer Meister mit den Herning Blue Fox - 2008 Dänischer Meister mit den Herning Blue Fox - 2009 Dänischer Meister mit SønderjyskE Ishockey - 2009 AL-Bank Ligaen Spieler des Jahres - 2009 AL-Bank Ligaen All-Star Team | - 2010 European-Trophy-Gewinn mit den Eisbären Berlin - 2011 Deutscher Meister mit den Eisbären Berlin - 2012 Deutscher Meister mit den Eisbären Berlin - 2013 Deutscher Meister mit den Eisbären Berlin - 2016 Deutscher Meister mit dem EHC Red Bull München - 2017 Deutscher Meister mit dem EHC Red Bull München - 2018 Deutscher Meister mit dem EHC Red Bull München |

### International
- 2007 Aufstieg in die Top-Division bei der U20-Junioren-Weltmeisterschaft der Division I

## Karrierestatistik

### International
Vertrat Dänemark bei:
| - U18-Junioren-Weltmeisterschaft 2004 - U20-Junioren-Weltmeisterschaft der Division I 2005 - U18-Junioren-Weltmeisterschaft 2005 - U20-Junioren-Weltmeisterschaft der Division I 2006 - U20-Junioren-Weltmeisterschaft der Division I 2007 - Weltmeisterschaft 2007 - Weltmeisterschaft 2008 - Weltmeisterschaft 2009 - Weltmeisterschaft 2010 | - Weltmeisterschaft 2011 - Qualifikationsturnier für die Olympischen Winterspiele 2014 - Weltmeisterschaft 2013 - Weltmeisterschaft 2014 - Weltmeisterschaft 2016 - Qualifikationsturnier für die Olympischen Winterspiele 2018 - Weltmeisterschaft 2017 - Weltmeisterschaft 2018 |

(Legende zur Spielerstatistik: Sp oder GP = absolvierte Spiele; T oder G = erzielte Tore; V oder A = erzielte Assists; Pkt oder Pts = erzielte Scorerpunkte; SM oder PIM = erhaltene Strafminuten; +/− = Plus/Minus-Bilanz; PP = erzielte Überzahltore; SH = erzielte Unterzahltore; GW = erzielte Siegtore; 1 Play-downs/Relegation; Kursiv: Statistik nicht vollständig)